# Cincinnati Open 1978
Il Cincinnati Open 1978 è stato un torneo di tennis giocato sulla terra rossa. È stata la 77ª edizione del Cincinnati Open, che fa parte del Colgate-Palmolive Grand Prix 1978. Il torneo si è giocato a Cincinnati in Ohio negli USA, dal 10 al 16 luglio 1978.

## Campioni

### Singolare
Eddie Dibbs ha battuto in finale  Raúl Ramírez con il punteggio di 5–7, 6–3, 6–2

### Doppio
Gene Mayer /  Raúl Ramírez hanno battuto in finale  Ismail El Shafei /  Brian Fairlie con il punteggio di 6–3, 6–3